# Premio Bulgarelli Number 8
Der Premio Bulgarelli Number 8 (dt. Preis Bulgarelli Nummer 8) ist eine von der italienischen Fußballspielervereinigung Associazione Italiana Calciatori und der Stiftung Associazione Giacomo Bulgarelli vergebene Auszeichnung, die den besten zentralen Mittelfeldspieler ehrt. Die Trophäe ist nach dem Mittelfeldspieler Giacomo Bulgarelli benannt.

## Geschichte
Auf Initiative des italienischen Journalisten Luigi Colombo wurde die Auszeichnung im Jahr 2011 ins Leben gerufen und soll an den ehemaligen italienischen Mittelfeldspieler Giacomo Bulgarelli erinnern. Der Europameister von 1968 verbrachte seine gesamte Profikarriere von 1959 bis 1975 beim FC Bologna, weshalb die Ehrung traditionell in Bologna verliehen wird.
Die Preisträger werden von einer Jury aus ehemaligen Fußballspielern und Sportjournalisten ausgewählt. Der Hauptpreis geht dabei stets an den besten Mittelfeldspieler der vergangenen Saison, im Laufe der Jahre kamen jedoch weitere Nebenauszeichnungen hinzu. Mit Andrés Iniesta gewann im Jahr 2018 zuletzt ein Spieler außerhalb der Serie A die Trophäe.
Die Auszeichnung wird von der Stiftung Associazione Giacomo Bulgarelli und der italienischen Fußballspielervereinigung Associazione Italiana Calciatori gefördert. Die Verleihung erfolgt mit Unterstützung der Region Emilia-Romagna und der Stadt Bologna.

## Sieger

### Herren
| Saison         | Sieger           | Nation         | Verein             |        |
| -------------- | ---------------- | -------------- | ------------------ | ------ |
| 2011/12        | Xavi             | Spanien        | FC Barcelona       | [ 3 ]  |
| 2012/13        | Andrea Pirlo     | Italien        | Juventus Turin     | [ 4 ]  |
| 2013/14        | Yaya Touré       | Elfenbeinküste | Manchester City    | [ 5 ]  |
| nicht vergeben |                  |                |                    |        |
| 2016/17        | Paul Pogba       | Frankreich     | Manchester United  | [ 6 ]  |
| 2018           | Andrés Iniesta   | Spanien        | FC Barcelona       | [ 6 ]  |
| 2017/18        | Daniele De Rossi | Italien        | AS Rom             | [ 7 ]  |
| 2018/19        | Nicolò Barella   | Italien        | Cagliari Calcio    | [ 8 ]  |
| nicht vergeben |                  |                |                    |        |
| 2020/21        | Manuel Locatelli | Italien        | US Sassuolo Calcio | [ 9 ]  |
| 2021/22        | Sandro Tonali    | Italien        | AC Mailand         | [ 10 ] |
| 2022/23        | Davide Frattesi  | Italien        | US Sassuolo Calcio | [ 11 ] |
| 2023/24        | Lewis Ferguson   | Schottland     | FC Bologna         | [ 2 ]  |
| 2024/25        | Samuele Ricci    | Italien        | FC Turin           | [ 12 ] |

### Frauen
| Saison         | Siegerin          | Nation  | Verein         |        |
| -------------- | ----------------- | ------- | -------------- | ------ |
| 2018/19        | Marta Carissimi   | Italien | AC Mailand     | [ 8 ]  |
| nicht vergeben |                   |         |                |        |
| 2020/21        | Valentina Cernoia | Italien | Juventus Turin | [ 13 ] |
| 2021/22        | Manuela Giugliano | Italien | AS Rom         | [ 10 ] |
| 2022/23        | Alice Parisi      | Italien | AC Florenz     | [ 11 ] |
| 2023/24        | Giada Greggi      | Italien | AS Rom         | [ 2 ]  |
| 2024/25        | Emma Severini     | Italien | AC Florenz     | [ 12 ] |

## Weitere Auszeichnungen

### Bester Trainer der Saison
Serie A
- 2020/21: Roberto Mancini (Italienische Nationalmannschaft)[9]
- 2021/22: Stefano Pioli (AC Mailand)[10]
- 2022/23: Luciano Spalletti (SSC Neapel)[11]
- 2023/24: Simone Inzaghi (Inter Mailand)[2]
- 2024/25: Vincenzo Italiano (FC Bologna)[12]

Serie A (Frauenfußball)
- 2018/19: Rita Guarino (Juventus Turin)[8]
- 2020/21: Elisabetta Bavagnoli (AS Rom)[14]
- 2021/22: Gianpiero Piovani (US Sassuolo Calcio)[10]
- 2022/23: Alessandro Spugna (AS Rom)[11]
- 2023/24: Sebastián De La Fuente (AC Florenz)[2]
- 2024/25: Massimiliano Canzi (Juventus Turin)[12]

### Bester Schiedsrichter der Serie A
- 2021/22: Daniele Orsato[10]
- 2022/23: Daniele Orsato[11]
- 2023/24: Marco Guida[2]
- 2024/25: Davide Massa[12]

### Sonstige
Spieler/Trainer des Jahrzehnts
- 2012: Fabio Capello (Bester Mittelfeldspieler des Jahrzehnts 1975–1985)[3]
- 2014: Marcello Lippi (Bester Trainer des Jahrzehnts 1995–2005)[5]
- 2014: Pavel Nedvěd (Bester Mittelfeldspieler des Jahrzehnts 1995–2005)[5]

Nachwuchsspieler der Saison
- 2018/19: Nicolò Zaniolo (AS Rom)[8]
- 2021/22: Giacomo Raspadori (US Sassuolo Calcio)[10]

Lebenswerk
- 2022: José Altafini[10]
- 2024: Gianluigi Buffon[2]
- 2025: Giorgio Chiellini[12]